# Chicago Sky 2022
La stagione 2022 delle Chicago Sky fu la 17ª nella WNBA per la franchigia.
Le Chicago Sky vinsero la Eastern Conference con un record di 26-10. Nei play-off vinsero il primo turno con le New York Liberty (2-1), perdendo poi la semifinale con le Connecticut Sun (3-2).

## Roster
| N° | Naz.                   | Ruolo | Sportivo             | Anno | Alt. | Peso |
| -- | ---------------------- | ----- | -------------------- | ---- | ---- | ---- |
| 0  | Stati Uniti (bandiera) | A     | Kaela Davis          | 1995 | 188  | 77   |
| 2  | Stati Uniti (bandiera) | GA    | Kahleah Copper       | 1994 | 185  | 70   |
| 3  | Stati Uniti (bandiera) | A     | Candace Parker       | 1986 | 193  | 79   |
| 10 | Australia (bandiera)   | A     | Anneli Maley         | 1998 | 185  |      |
| 11 | Stati Uniti (bandiera) | G     | Dana Evans           | 1998 | 168  | 66   |
| 12 | Stati Uniti (bandiera) | G     | Sparkle Taylor       | 1995 | 178  |      |
| 14 | Stati Uniti (bandiera) | G     | Allie Quigley        | 1986 | 178  | 64   |
| 15 | Serbia (bandiera)      | AC    | Tina Krajišnik       | 1991 | 191  |      |
| 20 | Belgio (bandiera)      | G     | Julie Allemand       | 1996 | 173  | 67   |
| 22 | Stati Uniti (bandiera) | G     | Courtney Vandersloot | 1989 | 173  | 59   |
| 24 | Stati Uniti (bandiera) | A     | Ruthy Hebard         | 1998 | 193  | 86   |
| 28 | Cina (bandiera)        | C     | Li Yueru             | 1999 | 201  | 91   |
| 30 | Stati Uniti (bandiera) | AC    | Azurá Stevens        | 1996 | 198  | 82   |
| 33 | Belgio (bandiera)      | A     | Emma Meesseman       | 1993 | 193  | 87   |
| 35 | Stati Uniti (bandiera) | G     | Rebekah Gardner      | 1990 | 185  | 59   |

## Staff tecnico
- Allenatore: James Wade
- Vice-allenatori: Tonya Edwards, Ann Wauters, Emre Vatansever
- Preparatore atletico: Meghan Lockerby
- Preparatore fisico: Ann Crosby